# Amorski asteroid
Amorski asteroid ali Amorec je asteroid iz skupine blizuzemeljskih asteroidov, ki so jih poimenovali po asteroidu Amor. Asteroidi te skupine se približajo tirnici Zemlji, a je ne prečkajo.
Večina Amorcev pa prečka tirnico Marsa. Obstaja domneva, da sta bili dve Marsovi luni (Deimos in Fobos) včasih Amorca, ki pa sta zaradi privlačne sile Marsa postali luni.
Najbolj znan asteroid te skupine je Eros, ki ga je najprej obkrožalo, nato pa je na njem pristalo vesoljsko plovilo NEAR Shoemaker. Eros je v prvi polovici 20. stoletja odigral zelo pomembno vlogo pri določevanju velikosti Osončja, saj je Jones z njegovo paralakso ob opoziciji leta 1931 določeval astronomsko enoto.
Danes je znanih več kot 1200 Amorcev, ki se po značilnostih delijo na štiri podskupine. Malo manj kot 200 jih je oštevilčenih in več kot 50 so jih poimenovali.

## Bolj znani Amorci
| ime          | leto | odkritelj              |
| ------------ | ---- | ---------------------- |
| 3908 Niks    | 1980 | Hans-Emil Schuster     |
| 1221 Amor    | 1932 | Eugène Joseph Delporte |
| 1036 Ganimed | 1924 | Walter Baade           |
| 887 Alinda   | 1918 | Max Wolf               |
| 719 Albert   | 1911 | Johann Palisa          |
| 433 Eros     | 1898 | Carl Gustav Witt       |